# Саржин яр
Са́ржин яр, устар. Саржен яр (укр. Саржин яр) — балка (яр) длиной более 12 км с пологими склонами в городе Харькове. Памятник природы местного значения. Отделяет Павлово Поле (с запада) от Нагорного района (с востока). Является зоной отдыха. Известен источником минеральной воды. По дну протекает река Саржинка.

## Границы, застройка, реки и озёра

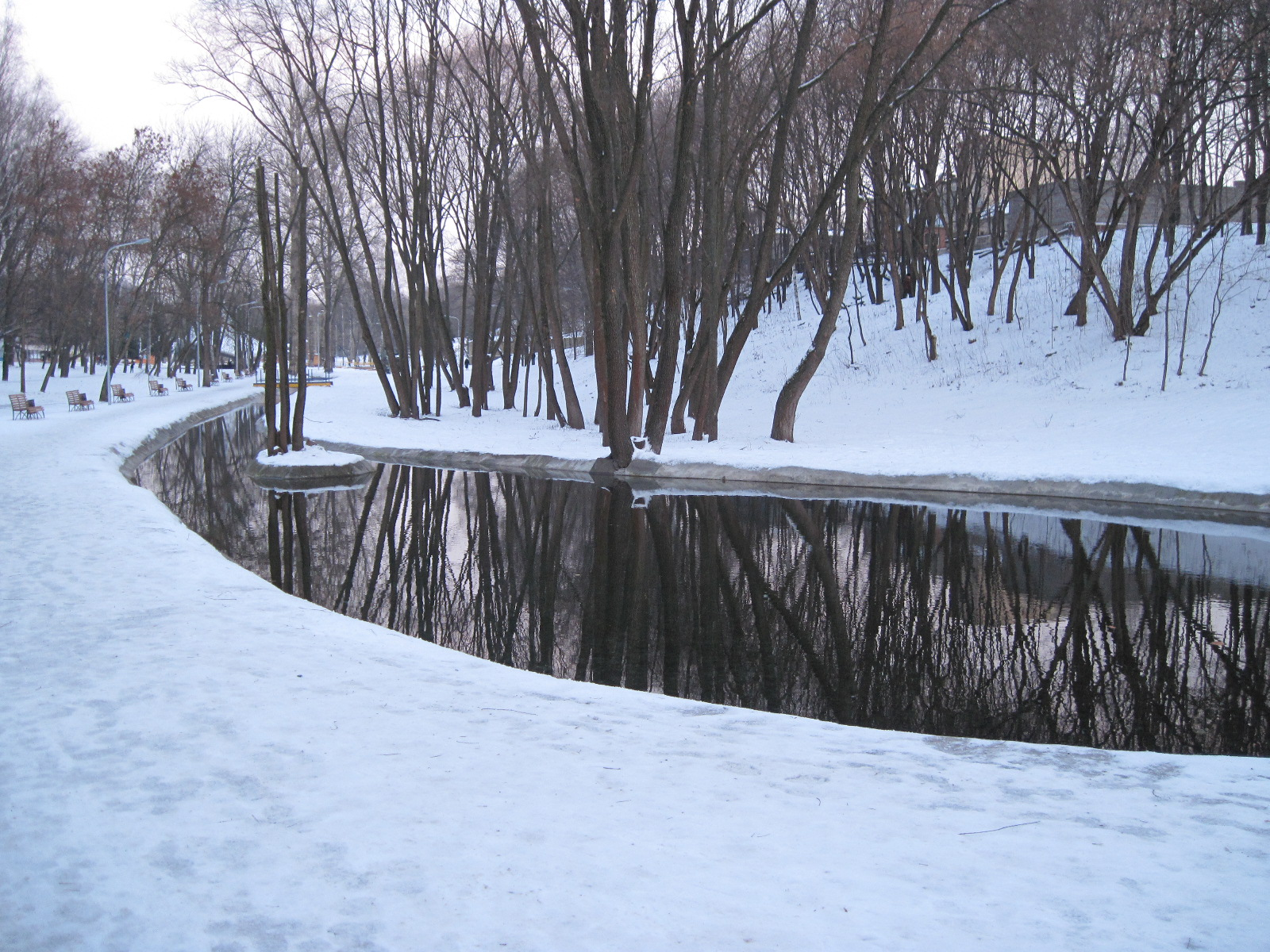
Река Саржинка: зимой..

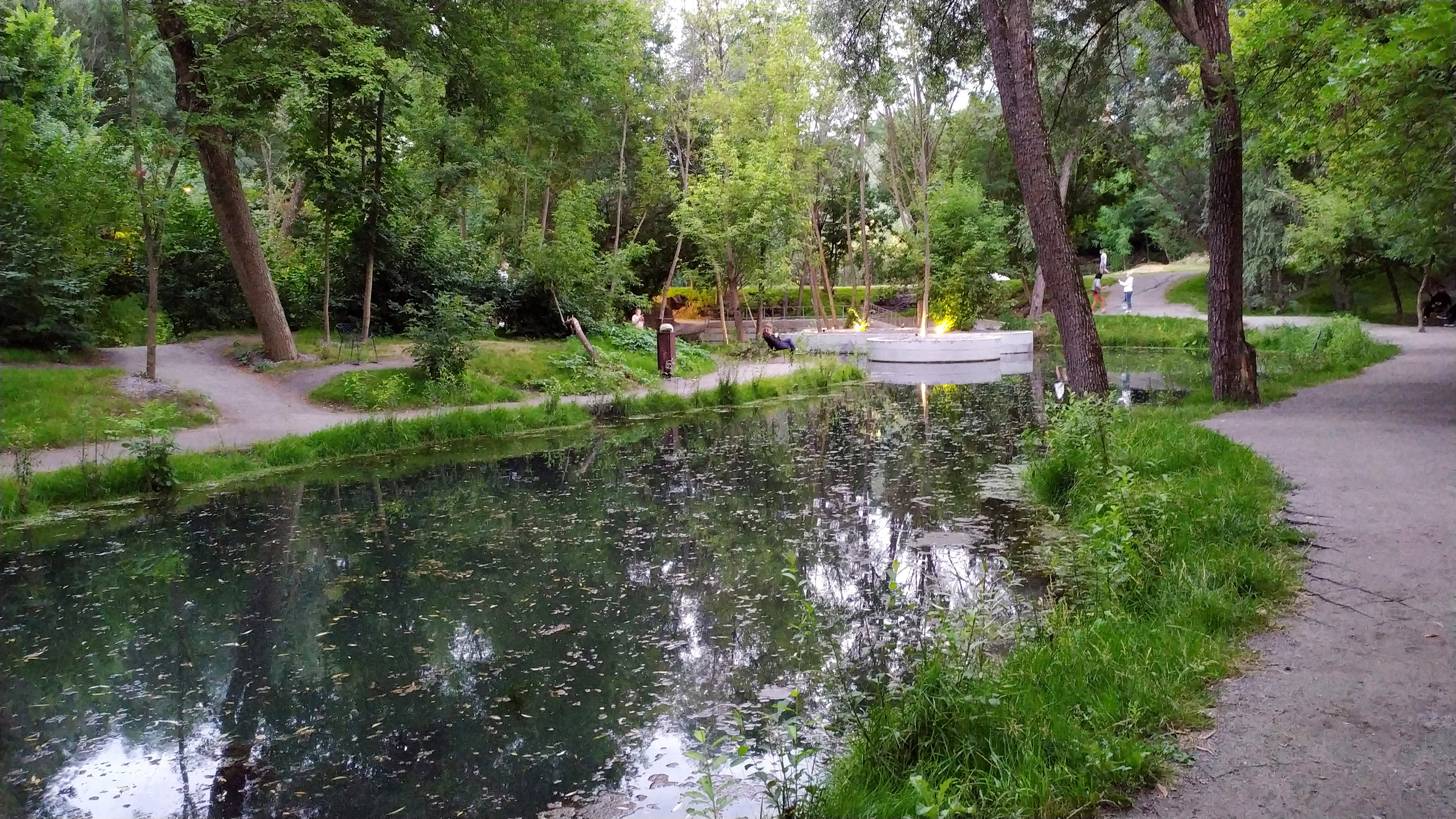
и летом

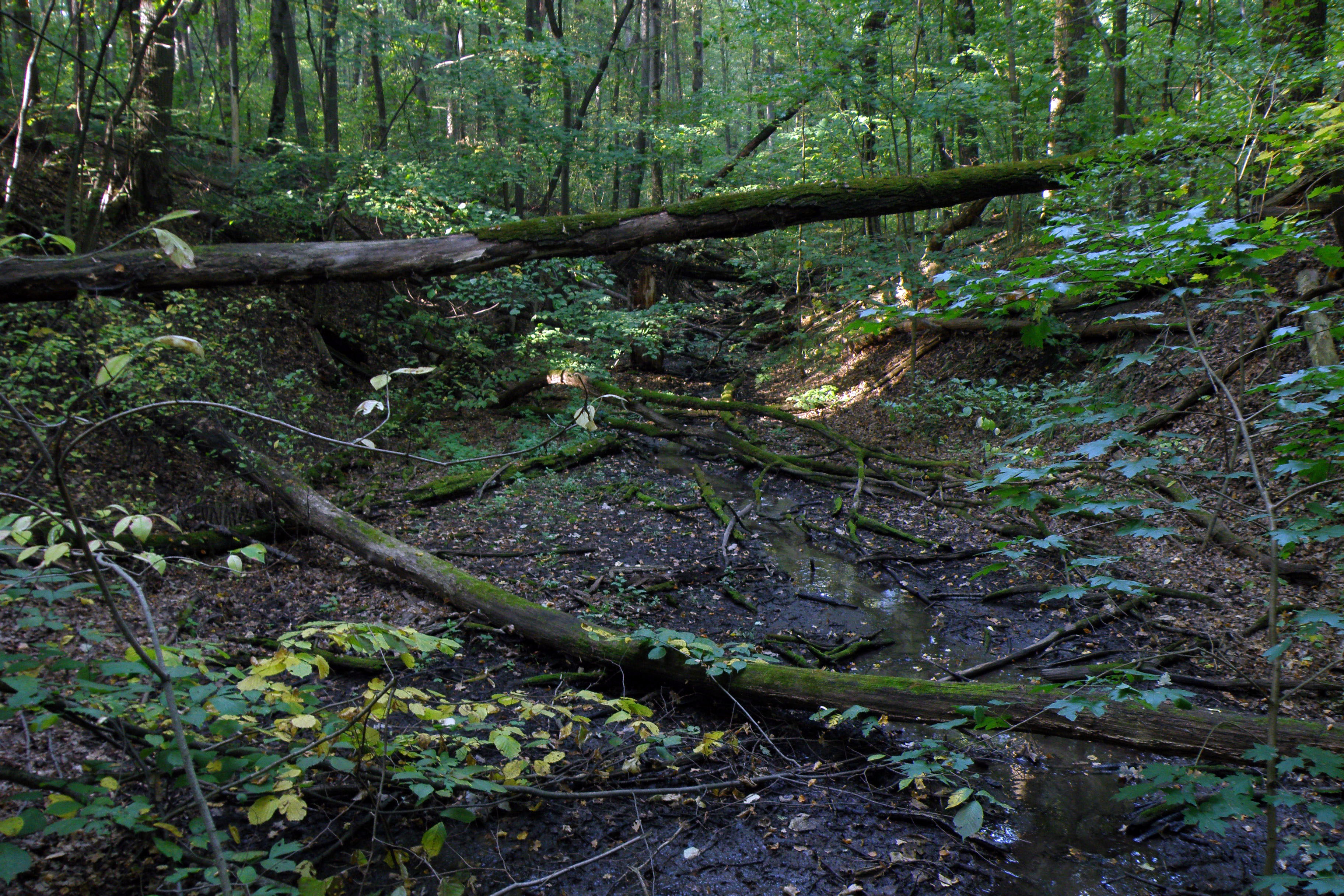
Верховья Саржиного яра в лесопарке Сокольники-Померки

Саржин яр начинается в Лесопарке недалеко от Пятихаток и, углубляясь, идет с северо-востока на юго-запад к реке Лопань.
По дну яра от бывшего хутора Отрадный протекал Саржин ручей, правый приток реки Саржинки. Ручей был засыпан при прокладке по дну яра в 2006 году линии ЛЭП с Алексеевки в Пятихатки и в настоящий момент сохранился фрагментарно. Недалеко от Комсомольского озера в яру сохранился колодец у дома лесника (раньше возле него рос памятник природы 300-летний дуб, спиленный ради установки рядом опоры ЛЭП).
Река Саржинка берёт начало возле посёлка Жуковского, протекает под Харьковским шоссе (через неё переброшен металлический пешеходный мостик), образует Утиное озеро перед Биолеком, через урочище Померки спускается на дно Саржина яра (и дальше течёт исключительно по нему), сливается с Саржиным ручьём и образует Комсомольское озеро ниже Института неотложной хирургии и 4-й неотложки.

Далее река заболачивается, протекает под Павловопольским автомобильным виадуком (ул. Деревянко), под которым в неё впадает левый приток ручей Сокольники, вытекающий с территории Харьковского авиационного завода и протекающий под белым железнодорожным виадуком детской железной дороги; затем Саржинка образует другое озеро под местным названием То́плое (названо так по большому количеству затонувших деревьев) и потом — болото между новым Ботаническим садом ХГУ и парком Горького как раз под городской канатной дорогой.

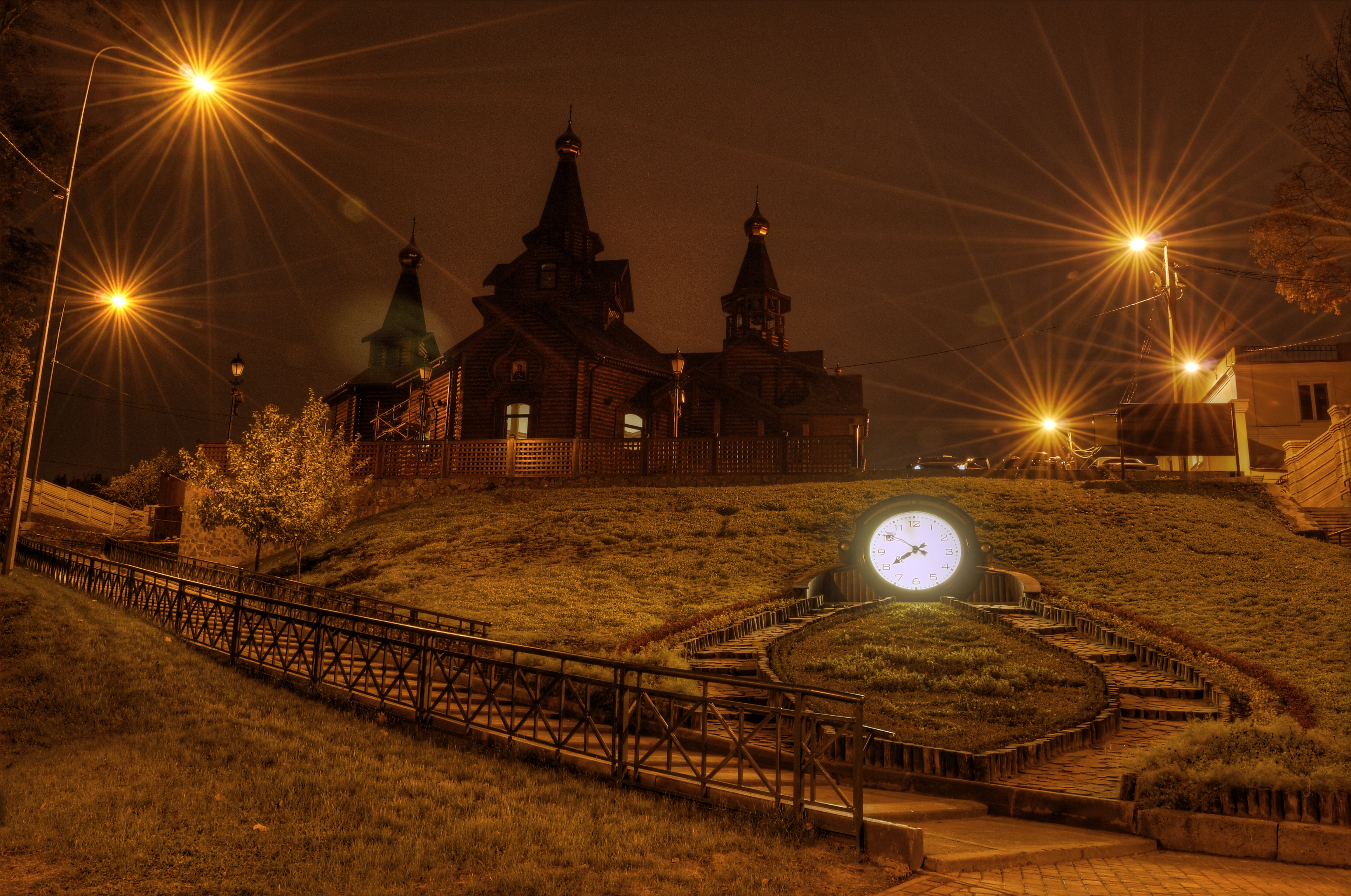
Саржин Яр «Вечерний»

Практически пересохшая к пересечению Саржинской и Рязанской улиц Саржинка после минерального источника наполняется всей его неиспользованной водой.
Затем она протекает: под дамбой проспекта Науки, южнее гостиницы «Мир» и стадиона университета, а затем в бетонном коллекторе — под Клочковской улицей, частной застройкой Павловки, высотными домами (с запада от района «Павловка Риверсайд парк»), под гаражами, и впадает в реку Лопань на Павловке.
В Лесопарке и до дамбы проспекта Науки застройка яра отсутствует.
Между проспектом Науки и ул. Клочковской (казино Місто) на склонах яра строятся высотные дома (на глубоких сваях; до 2000-х годов застройка яра из-за слабости грунтов не производилась, кроме стадиона университета).
Ниже трамвайного кольца бывшего № 15 на пересечении улиц Клочковской и Новгородской яр частично засыпан (река Саржинка течёт в коллекторе под застройкой и гаражами) и застроен домами частного сектора.

## История
Территория яра была заселена задолго до основания Харькова. Согласно директору Слобожанской археологической службы И. Голубевой, на территории яра Слобожанская археологическая служба выявила древние скифские поселения.
В XVIII веке в ближней к реке Лопань части яра существовала маленькая слободка, в 1779 году принадлежавшая «обер-камермейстру» Скрыпову и насчитывавшая 32 мужские души (учитывались только мужчины; женщин не считали, так как они не платили налогов).
В «Ведомости, исъ какихъ именно городовъ и уездовъ Харьковское наместничество составлено и сколько было въ нихъ душъ на 1779 годъ», она называется «владел(ь)ческой слободой на Сарженом яру».
Располагалась у пересечения Золочевской дороги (ныне Клочковская улица) с речкой Саржинкой; на карте 1788 года называется хутор Саржин.
В середине XIX века по дну яра проходила просёлочная дорога в Черкасская Лозовая|Черкасскую Лозовую.
По берегам реки находились следующие хутора: Якубов (правый берег), Павлов (правый, по нему впоследствии было названо Павлово Поле), Степанов (левый), Гончаровский (правый), Корован (правый), Саржин (левый, переходящий в район Павловка (Харьков)|Павловку), Алексеевский (правый).
В 2014—2019 годах Саржин яр подвергся глобальной реконструкции.

## Достопримечательности
- Саржин ручей и река Саржинка.

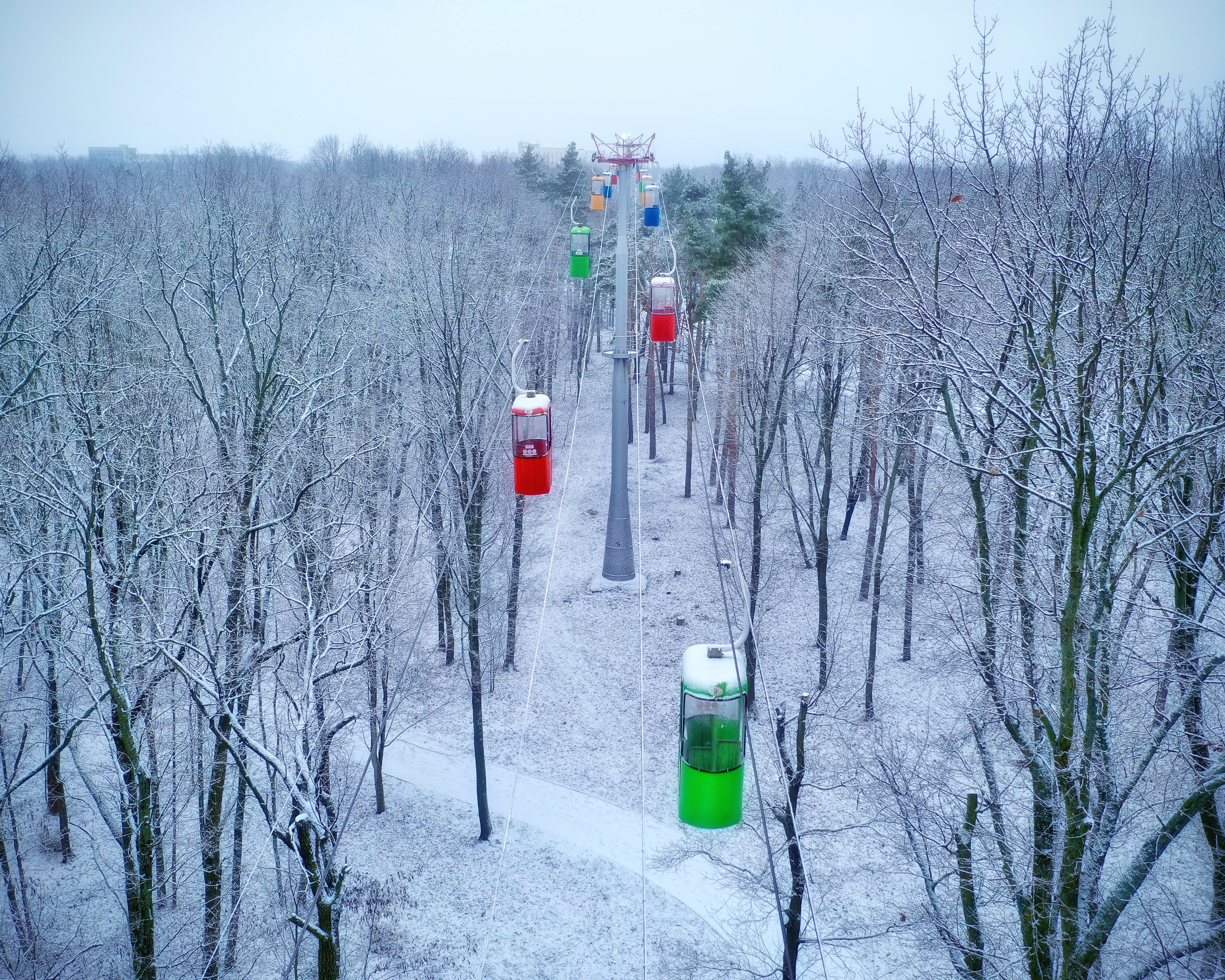
Харьковская канатная дорога

- Заповедное урочище Померки, между Алексеевской балкой и верховьями Саржина яра, в Даниловском лесу. Площадь 200 га (семь лесных квадратов).
- Финская горка (левый склон яра) с могилой Безымянного солдата — самая высокая для катания на лыжах в Лесопарке.
- Спортивная база «Спартак» (бывший стадион «Высшая школа») (левый склон).
- Комсомольское озеро (Лесопарк), под 4-й больницей (не путать с б. Комсомольским озером на Основе). Построено комсомольцами в 1930-х годах, были отсыпаны пляжи. Сейчас заболочено.
- Топлое озеро — названо так из-за большого количество затопленных деревьев; в этом месте был с 1920-х лесопитомник по выращиванию тополей, которые, как «пылесборники», массово высаживали в городе. Во время войны деревья спилили на дрова, восстанавливать питомник не стали, территория заросла и была затоплена.[6]Один из веломостов

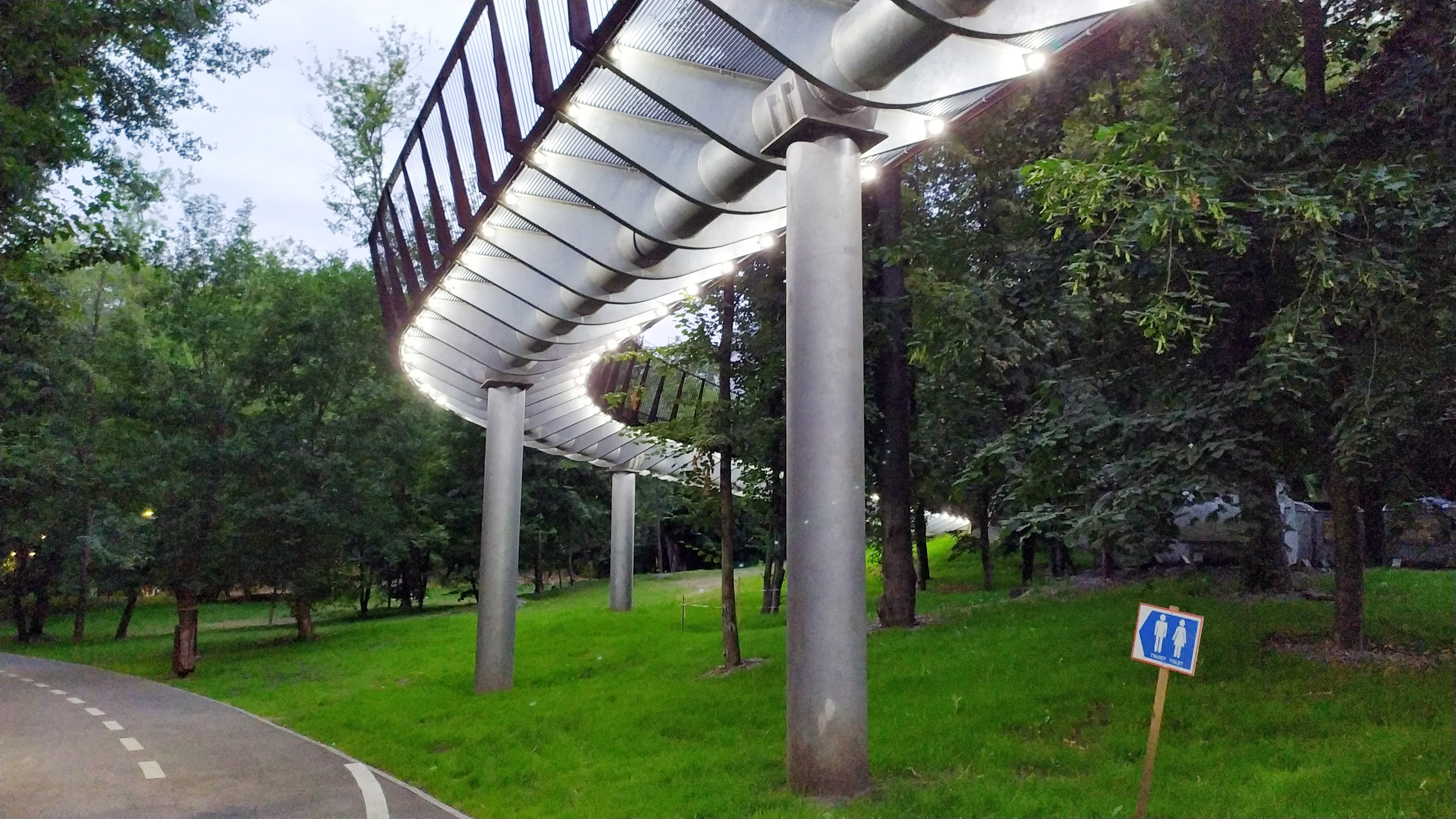
Один из веломостов

- Канатная дорога. Построена в 1971 году между парком Горького и Павловым Полем через Саржин яр. Длина 1400 м.
- Храм в честь иконы Божьей матери «Утешение» на левом склоне Саржина яра. Деревянный, русский стиль. Открыт 21 августа 2011 года.
- Станция метро «Ботанический сад», открыта в 2004 году, находится в дамбе проспекта Науки.

### Ботанический сад

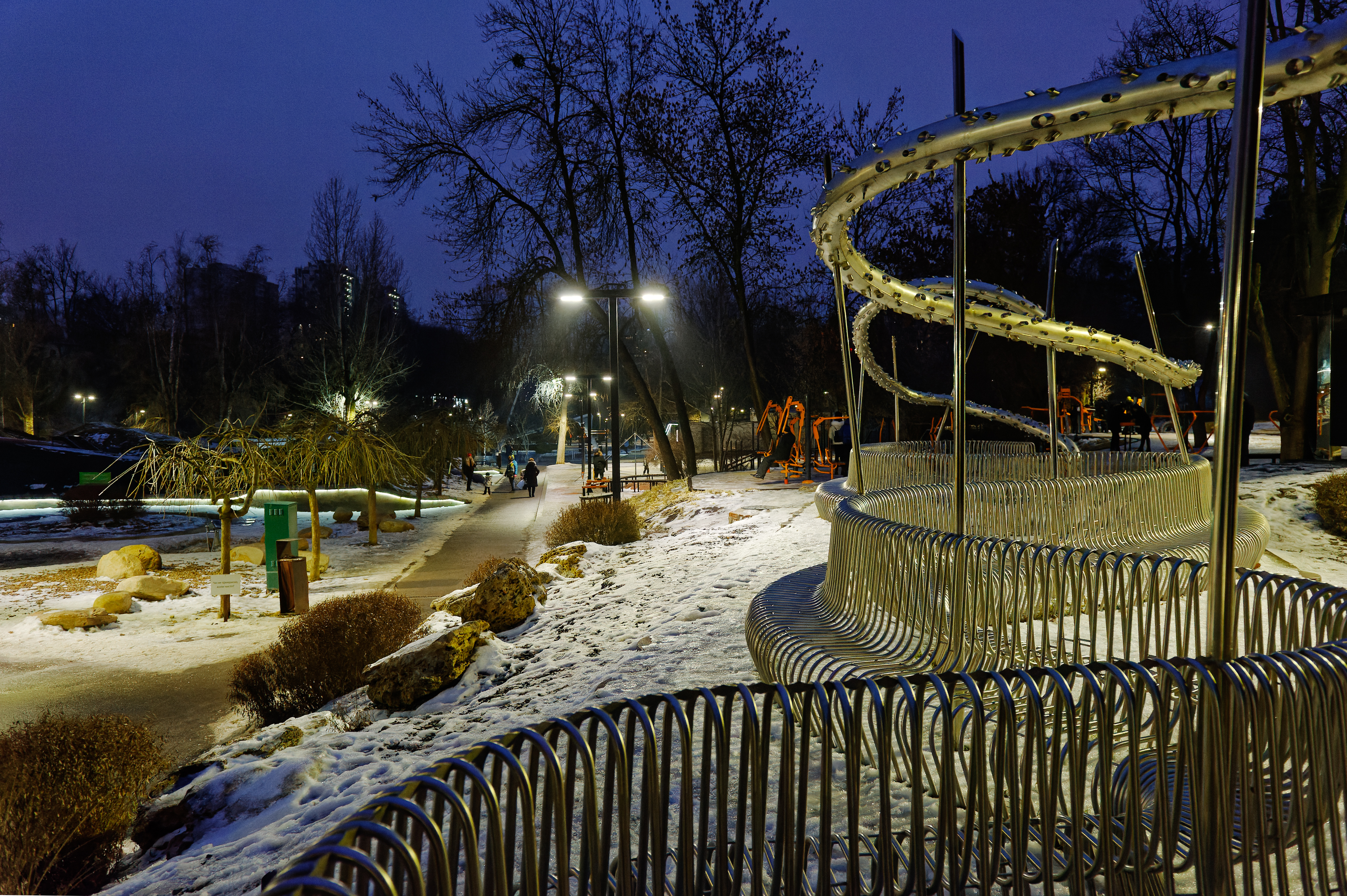
Спортивная площадка

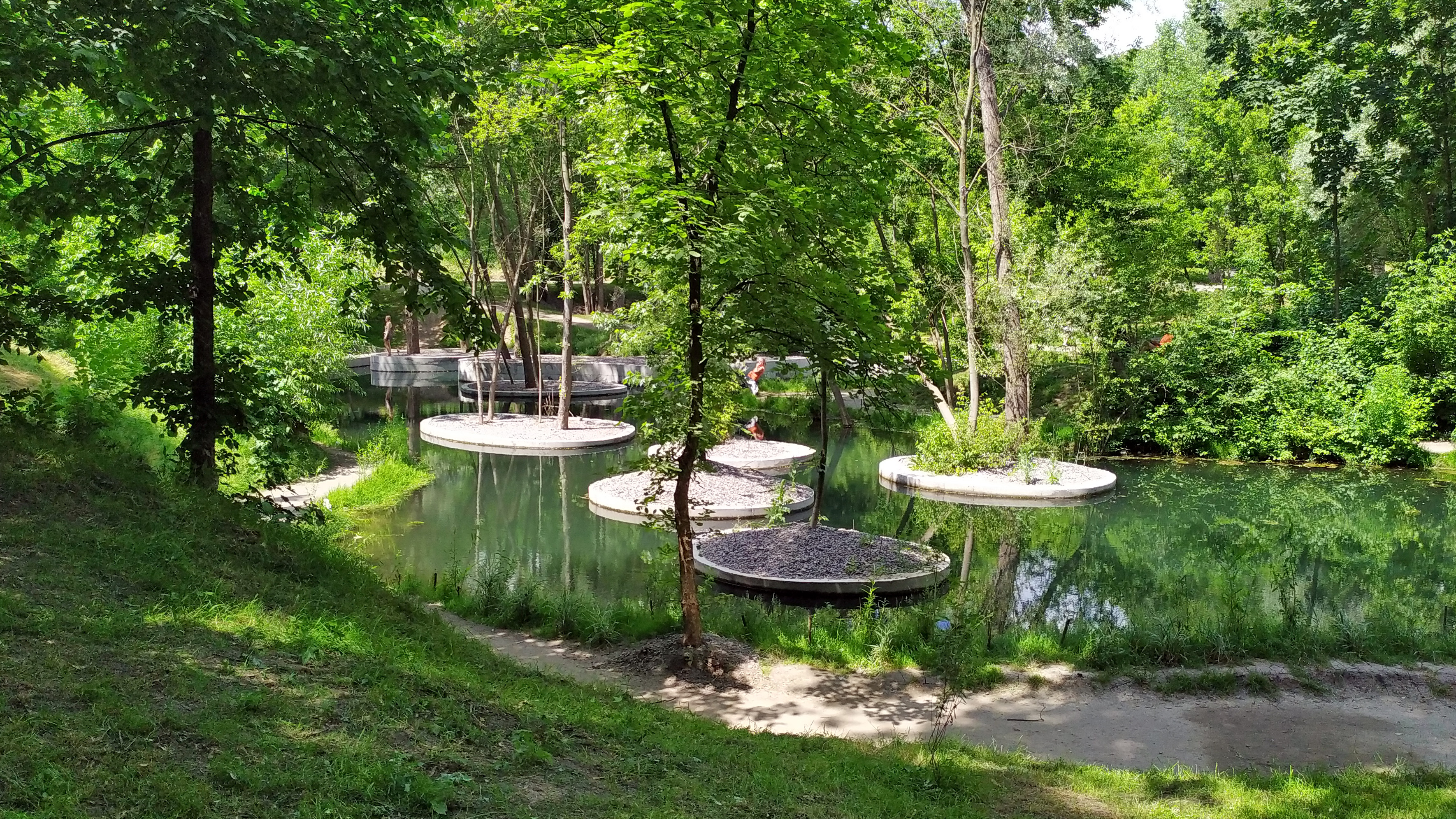
Ботанический сад

Новый сад занимает 70 гектаров (старый находится между садом Шевченко и Клочковской). Он тянется от северо-западной ландшафтной части городского парка именаи А. М. Горького в южном направлении и вливается в Саржин Яр. Закладка сада началась в 1956 году (проект архитектора А. А. Пащенко и дендролога К. Д. Кобезского). В дендрарии, занимающем свыше 20 гектаров, сейчас насчитывается 1200 видов деревьев и кустарников, представляющих флору различных континентов. Большие участки отведены цветочно-декоративным, лекарственным и другим видам растений.

### Источник Шатиловский

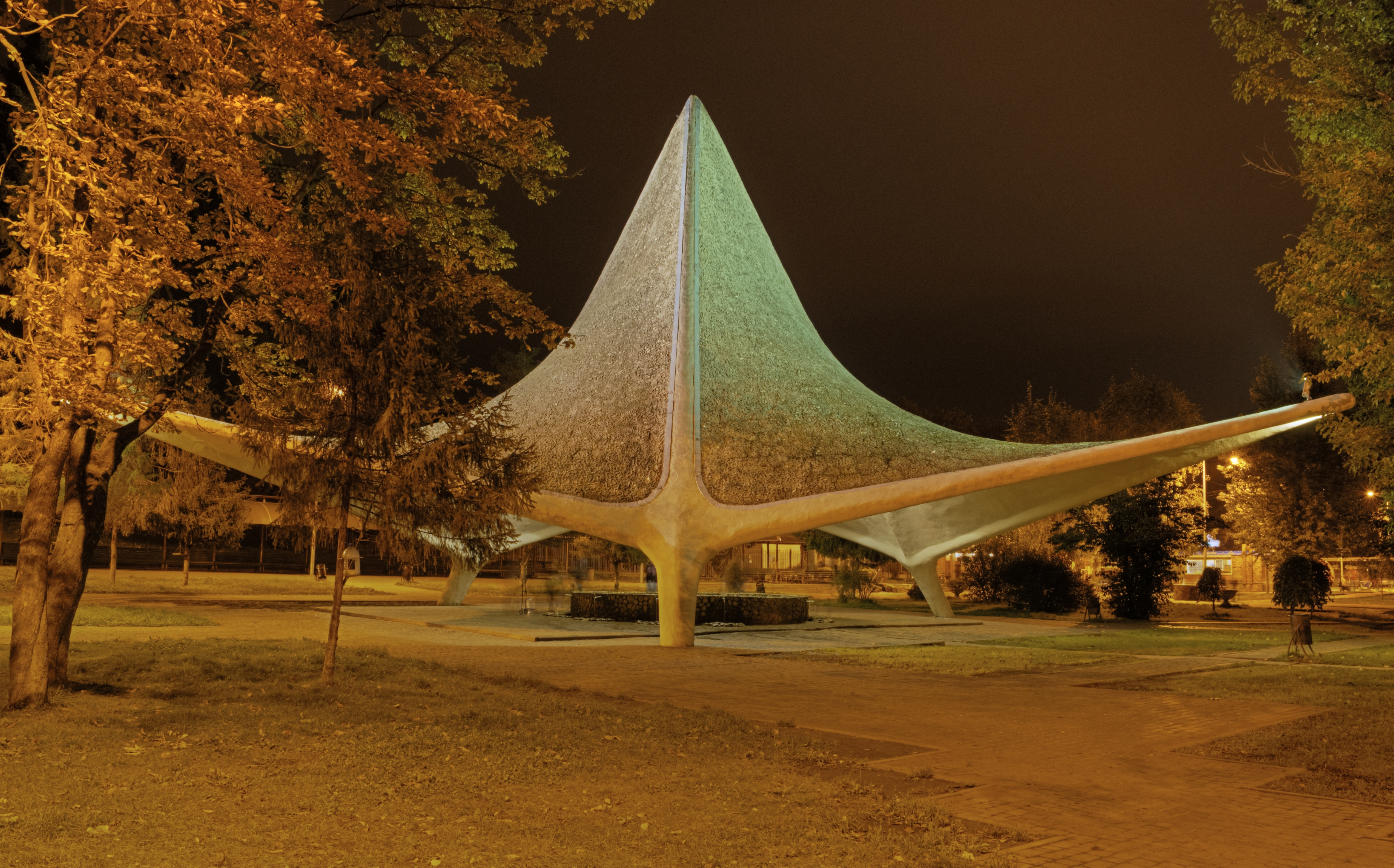
Источник в Саржином Яру

Источник Харьковская-1 в 1984 году

Гидрологический памятник природы. Один из крупнейших источников природно-столовой минеральной воды в Европе, имеет дебит свыше 40 л/с. Расположен между Шатиловкой (Нагорный район) и Ботаническим садом ХГУ (Павлово Поле). Температура воды почти не меняется в течение года: летом 7-9 градусов С, зимой — 3-4 градуса.
Над источником в 1960 году (по другим данным — во второй половине 60-х годов) был построен бетонный павильон оригинальной футуристической формы на трёх опорах по проекту архитектора В. С. Васильева.

#### Саржина купальня
С давних пор в холодной воде источника купаются люди. Ранее они купались прямо в бетонном лотке канала, по которому течёт неиспользованная вода.
- В 2009 году была построена специальная купальня (купель). 30 декабря она была открыта, а 18 января 2010 года освящена викарным епископом Онуфрием. Утром 19 января 2010 года, на праздник Крещения, купальню одним из первых «опробовал» мэр города Михаил Добкин[10].

### Гостиница «Мир»
14 этажей. Архитекторы С. Н. Миргородский, Р. Н. Гупало, Н. И. Диденко, И. Н. Иванов и В. В. Савченко; скульптор В. М. Клочков. Построена в 1977—1979 годах в стиле модернизм.
Композиция образована компактной в плане «пластиной» (жилая часть) и поддерживающего её распластанного стилобата, в котором устроен с одной стороны вестибюль, с другой — казино и ресторан «Золотой лев», вход которого украшен гигантской золотой маской льва. Интересно организованы интерьеры по принципу перетекающих связанных пространств. Благоустроена прилегающая к зданию территория. На естественных откосах оборудованы лестницы, здание окружают цветники и газоны. Раньше силуэт гостиницы эффектно отражался в расположенном рядом бассейне-фонтане, который в вечернее время подсвечивался.

## Транспорт
По самому яру можно передвигаться только пешком или на велосипеде, по дорожкам и тропинкам. Автомобильное движение запрещено.
В 2006 году по дну яра с Павлова Поля в Пятихатки была проложена линия электропередачи ЛЭП-100.
Саржин яр пересекают следующие транспортные магистрали:
- Саржин мост-виадук между улицами Деревянко и Сумской. По мосту ходит 12[12] и 40[13] троллейбус — над яром.
- Харьковская канатная дорога от парка Горького на Павлово поле — над яром.
- Алексеевская линия метро — под яром.
- Дамба на проспекте Науки — в теле дамбы, насыпанной через яр (под проспектом Науки).

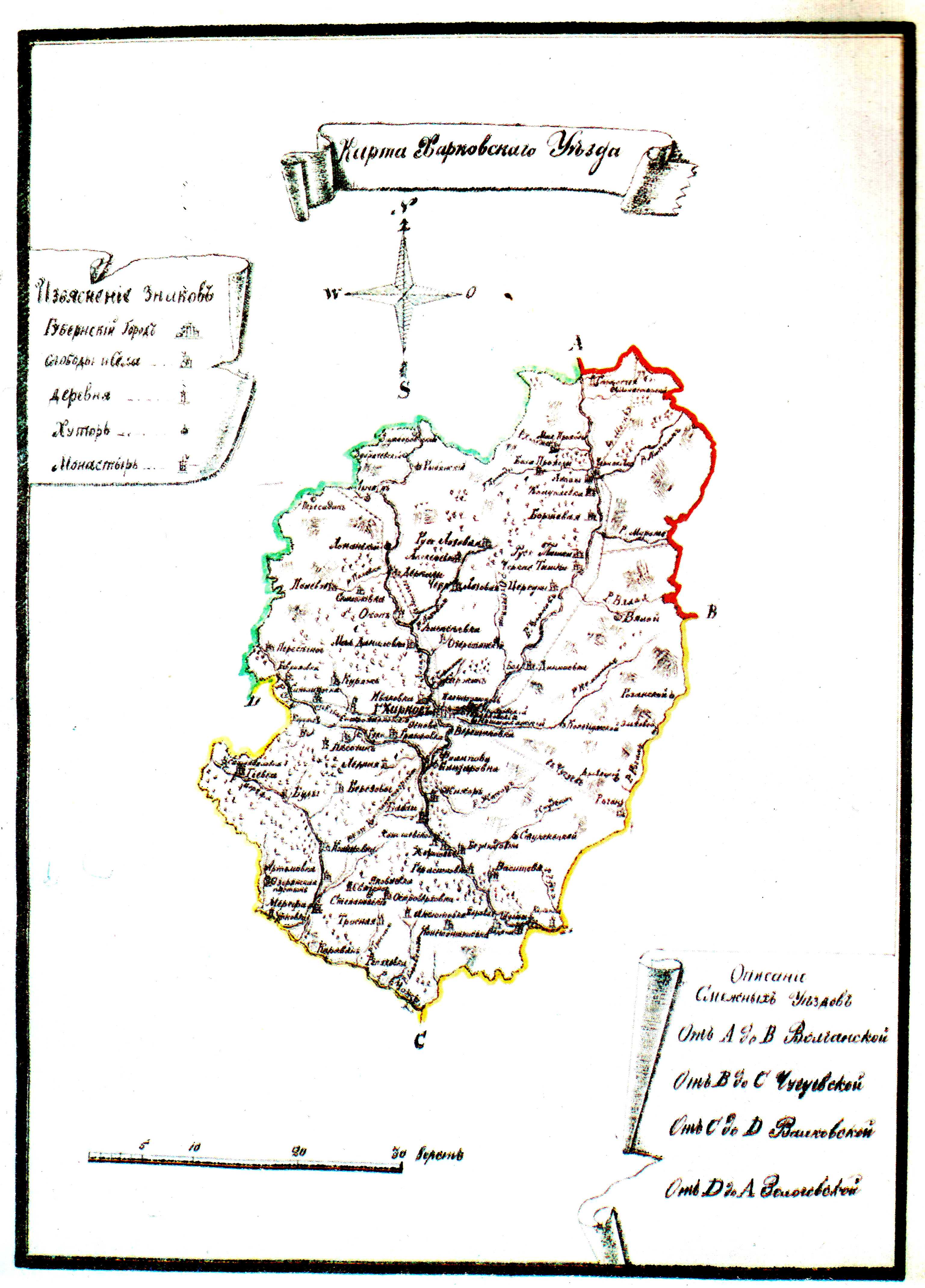
Саржинка и Саржин хутор на карте Харьковского уезда 1788 года

- Улица Клочковская — через яр.

## Исторические факты
- На карте Харькова 1903 года издания СаржАным яром неправильно назван другой яр, Шатилов, располагавшийся параллельно ему ближе к центру городу от ипподрома через Сумскую, стадион Звезда — до Клочковской, между нынешними улицами Культуры и Шатилова Дача, и позже поэтапно (с 30-х по 60-е гг.) засыпанный.
- Так описывается яр в книге 1916 года «По окрестностям Харькова» по редакцией профессора Арнольди:[14]

За городским парком находится громадная балка Саржин яр, которая в своих верхних частях может служить образцом «мертвого» оврага, прекратившего свою разрушительную деятельность, и имеющего широкое плоское дно и пологие склоны. В нижней своей части Саржин яр прорезывает водоносный горизонт харьковского яруса: здесь по склонам его пробиваются многочисленные ключи и здесь же находятся водосборные здания водопровода, пользующегося водою этого горизонта.

- При постройке Алексеевской линии метрополитена часть перегона между станциями «Научная» и «Ботанический сад» и сама станция «Ботанический сад» строились открытым способом работ поперёк Саржина яра. Линия метро проходит в насыпной дамбе под проспектом Науки выше уровня земли и выше реки Саржинки.
- При постройке участка метро через Саржин яр проспект Науки был «отодвинут» от своей оси к северу (в сторону источника) и проходил по временной насыпи, мощёной бетонными плитами.

## Карты
- Трёхвёрстная военно-топографическая карта Российской империи, ряд XXIII, лист 14, 1869 год // Саржин яр.
- Виадук на Павлово Поле через Саржин Яр со спутника. maps.google.com. Дата обращения: 17 мая 2022.
- Комсомольское озеро со спутника. maps.google.com. Дата обращения: 17 мая 2022.
- Дамба проспекта Науки через яр со спутника. maps.google.com. Дата обращения: 17 мая 2022.
- Пересечение яра с Клочковской и круг трамвая. maps.google.com. Дата обращения: 17 мая 2022.